# Keepon

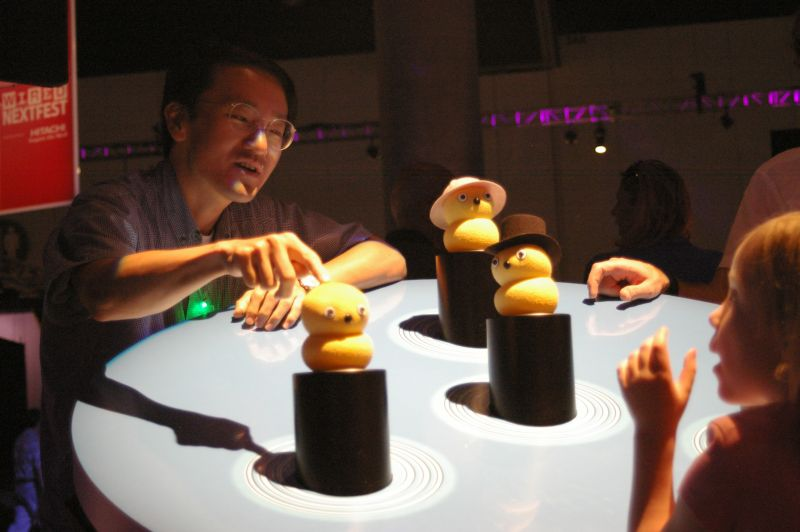
Hideki Kozima con un grupo de Keepons en el Wired Nextfest 2007.

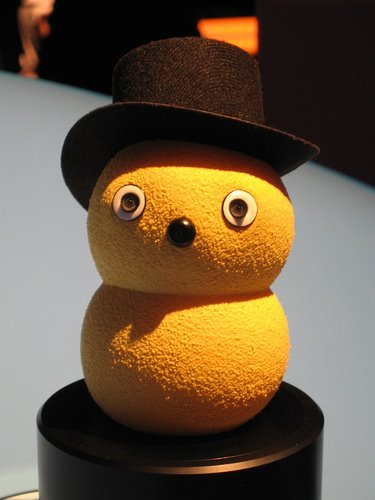
Keepon con sombrero en el Wired's Nextfest 2007.

Keepon es un pequeño robot amarillo diseñado para interactuar emociones y atención con humanos (especialmente con niños) de una forma simple y comprensiva. Keepon fue desarrollado por Hideki Kozima (小嶋 秀樹 Kojima Hideki?) del National Institute of Information and Communications Technology (NIICT) en Kioto, Japón. Keepon tiene cuatro motores, cubierta de hule, dos cámaras en sus ojos y un micrófono en la nariz. Su apariencia refleja la de un muñeco de nieve amarillo.
En el contexto del proyecto "Infanoid" de Kozima, Keepon es utilizado para estudiar los mecanismos de la comunicación social. Su simple apariencia y acciones hacen posible que tanto niños como adultos interactúen con él. El robot, usualmente controlado por un teleoperador, interactúa con niños en escuelas y centros para el tratamiento de desórdenes de crecimiento.
Keepon adquirió popularidad luego de su aparición en BoingBoing, Engadget, Metafilter, YouTube, y en otros sitios desde abril del 2007. El pequeño robot debutó bailando la canción "I Turn My Camera On" de la banda Spoon. Numerosos fanes que imitan su baile o que expresan su admiración han publicado comentarios y respuestas a los videos. El video original fue realizado por Marek Michalowski de Carnegie Mellon University en Pittsburgh, EE. UU., Luego de programar a Keepon para que bailara con el ritmo de la música. El comportamiento del baile fue desarrollado en el contexto del proyecto de Michalowski "BeatBots", donde la meta es el estudio de las propiedades del ritmo en la interacción social. Recientemente, Keepon apareció en el video oficial de la canción "Don't You Evah" de Spoon.
Keepon ya está a  venta.